# Travail à la tâche

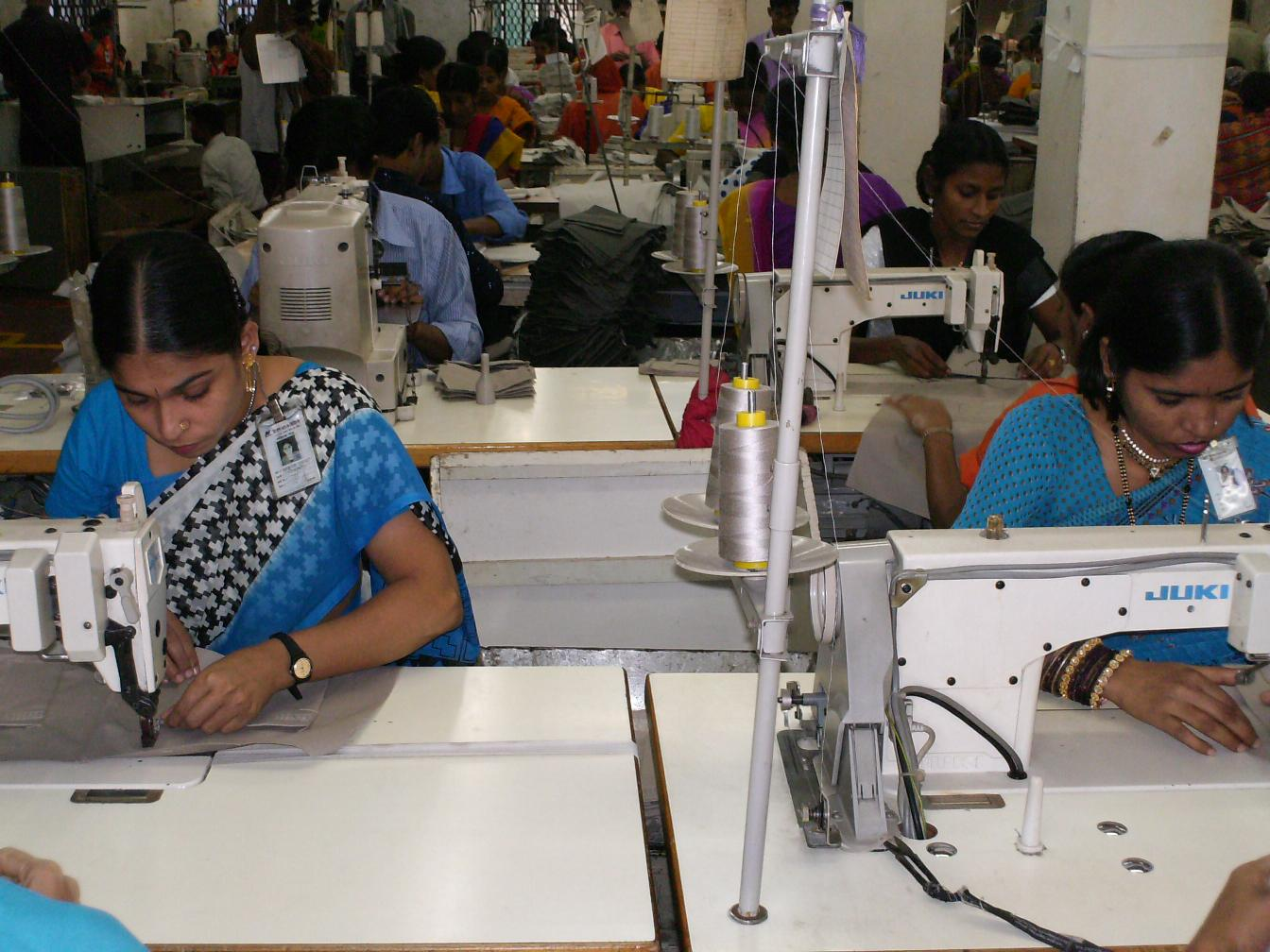
Des femmes au travail dans une usine de vêtements. Au XXIe siècle l'industrie textile paye souvent ses travailleurs à la pièce.

Le travail à la tâche ou travail à la pièce ou encore tâcheronnage est un travail dont la rémunération est basée sur le nombre de pièces produites ou d'opérations effectuées par un travailleur.
Son renouveau au XXIe siècle implique souvent la connexion à des plateformes en ligne (ubérisation pour flexibiliser le personnel et externaliser les risques).

## Histoire
Le capitalisme dès ses débuts a voulu ne rémunérer que l’activité purement productive. Aux XVIIIe et XIXe siècles, à l’époque de la proto-industrie, les ouvriers étaient payés à la pièce et travaillaient à domicile.
Les formes de travail ont commencé à changer avec l'évolution des conditions économiques et la poursuite des progrès technologiques.
En 2021, livraison de repas à domicile, voitures avec chauffeur, participation rémunérée à des sondages, micro-tâches d'assistance aux algorithmes, aux réseaux sociaux, aux corrections de données, "l'économie des petits boulots" génère un chiffre d'affaires mondial de 5 000 milliards de dollars ,.
L'intermédiation des plateformes entre les entreprises et les travailleurs réduit le coût d'entrée et de fonctionnement pour les prestataires et permet aux travailleurs de participer de manière plus discontinue sur les marchés (c'est-à-dire qu'ils ont une plus grande flexibilité autour des heures de travail). En revanche, une grande disponibilité du travailleur, une fois connecté, réclamée par les plateformes, est du temps d'attente non rémunéré car ne faisant pas partie de la tâche proprement dite.
Le travail à la tâche soulève des inquiétudes, car ces emplois confèrent peu d'avantages sociaux et de protection en milieu de travail.
L’Organisation internationale du travail (OIT) a ainsi alerté sur le sujet. Elle indique que le risque principal est une perte progressive des droits du travail conquis par les générations précédentes. Et bien sûr, une précarisation de la vie des travailleurs.

### Vidéo
- Harold Crooks, « Travail à la demande », sur arte.tv, 2021, 87 min, France
- « Les invisibles, les travailleurs du clic : (1/4) : roulez jeunesse », sur france.tv (consulté le 31 janvier 2021).
- « Les invisibles, les travailleurs du clic : (2/4) travailler plus pour micro gagner moins », sur france.tv (consulté le 31 janvier 2021).
- « Les invisibles, les travailleurs du clic : (3/4) traumas sans moderation », sur france.tv (consulté le 31 janvier 2021).
- « Les invisibles, les travailleurs du clic : (4/4) au-delà du clic », sur france.tv (consulté le 31 janvier 2021).